# Бузовлево
Бузовлево — село в Лопатинском районе Пензенской области России. Входит в состав Чардымского сельсовета.

## География
Село находится в юго-восточной части Пензенской области, в пределах Приволжской возвышенности, в лесостепной зоне, на левом берегу реки Узы, на расстоянии примерно 15 километров (по прямой) к северо-западу от села Лопатина, административного центра района. Абсолютная высота — 174 метра над уровнем моря.

### Климат
Климат характеризуется как умеренно континентальный, с тёплым летом и умеренно холодной зимой. Средняя температура воздуха самого холодного месяца (января) составляет −13,2 °C; самого тёплого месяца (июля) — 20 °C. Продолжительность периодов с температурой выше 0 °C — 208 дней, выше 5 °C — 170 дней, выше 10 °C — 136 дней. Годовое количество атмосферных осадков — 420—470 мм, из которых большая часть выпадает в тёплый период. Снежный покров держится в течение 131 дня.

### Часовой пояс
Село Бузовлево, как и вся Пензенская область, находится в часовой зоне МСК (московское время). Смещение применяемого времени относительно UTC составляет +3:00.

## История
Основано дворянином Львом Ивановичем Бузовлевым на землях, которые он выменял у Комлевых, Сергеевых и Смирновых в 1700 году. Храм во имя пресвятой Троицы построен в 1744 году. В начале XVIII века в селе построен один из первых на пензенской земле винокуренных заводов (в 1713 году казанский губернатор П. М. Апраксин специальным указом наградил денежным жалованием комиссара Л. И. Бузовлева за его постройку).
В 1748 году завод обслуживали содержащие ландмилицию пахотные солдаты, прикреплённые к заводу (70 ревизских душ), и пахотные солдаты, «определённые на жалование для казённых работ» (49 душ), которые с 1748 года также были положены в семигривенный оклад. С 1780 года — село Петровского уезда Саратовской губернии. На карте Петровского уезда 1783 года — село Троицкое, Бузовлево. В селе развивалось винокурение, лесопильная, мукомольная промышленность. В 1795 году — село Троицкое, Бузовлево тож[что?], гвардии поручицы Натальи Александровны Кропотовой. По другому источнику, в селе Троицком гвардии подпоручицы Натальи Александровны и её детей, а также полковника Николая Сергеевича, гвардии поручика Михаила Сергеевича Кропотовых, 626 ревизских душ.
В XIX веке существовал конный завод, работала пристань, с которой сплавлялся строевой лес по рекам Уза и Сура. Около 1850 года на карте Менде напротив села, на правом берегу Узы, показан винокуренный завод. Перед отменой крепостного права в селе Троицком показан помещик Сергей Михайлович Кропотов, у него 610 ревизских душ крестьян, 62 ревизских души дворовых, 50 тягол на барщине, 238 тягол частично на барщине, частично на оброке (оброчники платили в год по 30 рублей с тягла денежной повинности плюс натуральные: с двух тягол давали помещику по одному барану, с каждой женщины по 5 аршин холста, по три дня в сенокос подвозили к усадьбе по две сажени дров за 5 верст, прудили плотины, давали по одной подводе для перевозки груза за 50 верст), у крестьян 125 дворов на 74,17 дес. усадебной земли, 1759,25 дес. пашни, 653 дес. сенокоса, 250 дес. выгона, у помещика 520 дес. удобной земли, в том числе 50 дес. леса и кустарника, сверх того 93,16 дес. неудобной земли. После отмены крепостного права крестьяне выкупили у своего помещика Кропотова землю в собственность. В 1877 году — 152 двора, церковь, лавка, постоялый двор, водяная мельница, винокуренный завод, базар.
В 1902 году работала земская образцовая школа (93 мальчика, 34 девочки, учитель, помощник учителя, законоучитель), в 1902 году детей, закончивших школу, не было. В 1914 году — 170 дворов, церковь, земская школа, фельдшерский пункт, базар. Перед Октябрьской революцией здесь были усадьбы В. М. Ломачевской и Т. М. Бельгард, при них проживало 194 человека, было два лесопильных завода, две крупные мельницы, мощный винный завод (все предприятия на паровой тяге).
В 1921 году — селение Троицко-Варыпаевской волости Петровского уезда Саратовской губернии, 205 дворов. В 1925 году в селе насчитывалось 32 бондаря. С 1928 года село являлось центром сельсовета Лопатинского района Вольского округа Нижне-Волжского края. В 1930 году организован колхоз имени Чапаева. В 1955 году — центральная усадьба колхоза имени Булганина.
22 декабря 2010 года Бузовлевский сельсовет упразднён, село вошло в состав Чардымского сельсовета.

## Население
| 1748  | 1780  | 1795  | 1859  | 1877  | 1897  | 1902  |
| ----- | ----- | ----- | ----- | ----- | ----- | ----- |
| 238   | ↗500  | ↗1252 | ↘1228 | ↗1257 | ↘1029 | ↗1073 |
| 1911  | 1914  | 1921  | 1926  | 1939  | 1959  | 1970  |
| ↗1193 | ↗1890 | ↘1600 | ↘1445 | ↘1235 | ↗1265 | ↘564  |
| 1979  | 1989  | 1996  | 2002  | 2010  |       |       |
| ↘430  | ↗466  | ↗501  | ↘490  | ↘418  |       |       |

### Национальный состав
Согласно результатам переписи 2002 года, в национальной структуре населения русские составляли 76 %.

## Инфраструктура
В селе имеются школа (филиал МБОУ Средняя общеобразовательная школа с. Лопатино), дом культуры, фельдшерско-акушерский пункт, отделение почтовой связи.